# 蘇志臯
蘇志皐（1497年—1569年），字德明，號韓村（寒村），又号岷峨山人，順天府固安縣（今河北省廊坊市固安县）通關廂人，匠籍。明朝政治人物。嘉靖壬辰進士，官至遼東巡撫。

## 生平
嘉靖十年（1531年），蘇志皐高中辛卯科順天府乡试第三名舉人，嘉靖十一年（1532年）聯捷林大欽榜会试第一百名，廷试三甲第六十四名進士，通政司观政，授湖廣瀏陽縣知縣，調任江西進賢縣。十五年陞刑部主事，歷陞員外郎、郎中，十九年出任南直隸廬鳳兵備僉事，以修建閘壩之事，二十二年陞任山西分守宣府右參議，又陞陝西潼關兵備副使，後因宣府督辦糧餉不及，二十六年降三级左遷河州知州。經過督撫兩察院聯合保奏，陞涇邠兵備僉事。嘉靖二十九年（1550年），推陞雁門等關兵備副使，歷任陝西左參政，山西按察使、右布政使。嘉靖三十三年（1554年）三月，推陞都察院右僉都御史、巡撫遼東，兼襄助軍務。考績期滿，三十六年四月陞右副都御史，三十七年三月因北虏入寇辽阳广宁，志皋不发兵救援，而妄报首功，克减军饷，为给事中张益所劾，被革职为民。四十四年（1565）纂修《固安县志》。隆庆元年（1567），奉诏致仕。隆庆三年去世，享年七十三。身殁後入祀固安鄉賢祠。

## 著作
嘉靖四十四年（1565年），創修邑志。著有《寒村集》四卷，《抱罕集》一卷。

## 佚事
明蒋一葵著《尧山堂外纪》有苏志皋在北京宣武門外歸義寺題詩的佚事。

## 家族
曾祖蘇郁；祖蘇倫；父蘇子良；母宋氏。慈侍下，妻溫氏，子大生（光祿典簿）；廣生；性生。